# Задори, Эдуа
Эдуа Задори (венг. Zádory Édua Amarilla; род. 12 октября 1974, Кечкемет) — венгерская скрипачка.

## Биография
Начала заниматься музыкой в семь лет. Училась в Высшей музыкальной школе имени Ференца Листа в Сегеде. Получила стипендию для продолжения учебы в Швейцарии. С 1992 занималась у Хабиба Кайялеха и Тибора Варги. Заметив и оценив её выдающиеся способности, Иегуди Менухин пригласил начинающую скрипачку на свои мастер-классы в Гштад. С 1997 училась в Венском университете у Гюнтера Пихлера (первая скрипка в квартете Альбана Берга) и Эрнста Ковачича, руководившего тогда Венским камерным оркестром. После университета посещала мастер-классы Иштвана Рухи, Петера Комлоша и Альтенберг-трио. С 2001 с успехом выступает в концертах на различных сценах Европы, Южной Америки, Азии, Африки, Австралии, участвует в международных музыкальных фестивалях.
С 2001 играла в Трио Эстерхази, с 2005 входит в Венгерское фортепианное трио (вместе с Тамашем Варгой и Балашем Соколаи); приняла участие в записи альбома «Болгарская рапсодия» с камерными произведениями Панчо Владигерова. Концертировала также с австрийским скрипачом Беньямином Шмидом, вместе с румынской пианисткой Ралукой Стирбат с успехом выступала на фестивале «Музыкальный октябрь в Карфагене» (Тунис), c украинской пианисткой Анастасией Домбровской (дуэт ЭДАН) выиграла Международный конкурс камерной музыки имени Гаэтано Дзинетти (2009) и записала альбом «Из венгерской и еврейской души» (нем. Von ungarischer und jüdischer Seele). Гастролировала во Франции, Австралии, Турции, Иране, Марокко, Аргентине, Доминиканской республике.
Живёт в Вене. Чаще всего выступает с Венским камерным оркестром. Играет на скрипке работы Йозефа и Антонио Гальяно (1801).

## Репертуар
В репертуаре музыканта — музыка от Вивальди, Альбинони, Баха и композиторов-романтиков (Бетховен, Брамс) до современных композиторов (Арам Хачатурян, Панчо Владигеров, Арво Пярт, Йоханна Додерер и др.). Особое место в её репертуаре принадлежит сочинениям восточноевропейских композиторов (Барток, Кодай, Донаньи, Яначек, Энеску, Мартину, Енё Такач, Мартон Иллеш).